# Maya (1930)
Maya – japoński ciężki krążownik z okresu II wojny światowej. Okręt był jedną z czterech jednostek typu Takao, które powstały po ratyfikowaniu traktatu waszyngtońskiego w 1922. Okręt nazwano na cześć góry Mayasan leżącej w prefekturze Hyōgo.

## Historia
Środki na budowę krążownika „Maya” zostały przyznane w budżecie obronnym na rok 1927 jako część planu modernizacji japońskiej floty, który zakładał powstanie szeregu nowych szybkich, silnie uzbrojonych okrętów o dużym zasięgu. Stępkę pod „Maya” położono 4 grudnia 1928 w stoczni Kawasaki Dockyard Company w Kobe. Wodowanie nastąpiło 8 listopada 1930, wejście do służby 30 czerwca 1932.
Po wybuchu wojny na Pacyfiku okręt wziął udział w osłonie ataku na Filipiny. Od stycznia do marca 1942 uczestniczył w walkach o opanowanie Holenderskich Indii Wschodnich. W tym, od końca lutego  brał udział w operacji zespołu wiceadm. Nobutake Kondō przeciw jednostkom alianckim ewakuującym się z Jawy, na południe od wyspy. 2 marca wraz z niszczycielami „Nowaki” i „Arashi” zatopił brytyjski niszczyciel HMS „Stronghold”, a 4 marca zespół japoński zatopił australijski slup (eskortowiec) HMAS „Yarra”, brytyjski tankowiec „Francol” (4900 BRT) i okręt-bazę HMS „Anking”. W kwietniu 1942 brał udział w bezowocnym pościgu za amerykańskimi okrętami biorącymi udział w rajdzie płk. Doolittle'a. Od maja do czerwca 1942 uczestniczył w zajęciu Aleutów. W sierpniu 1942 „Maya” został przydzielony do sił działających w rejonie Wysp Salomona, gdzie wziął udział w bitwie koło wschodnich Salomonów. Podczas walk atakujący amerykański samolot pokładowy Douglas SBD Dauntless uderzył w okręt, powodując eksplozję amunicji kaliber 120 mm, w wyniku czego zginęło 37 marynarzy. 27 marca okręt wziął udział w bitwie koło Wysp Komandorskich. 20 czerwca 1944 uczestniczył w bitwie na Morzu Filipińskim, podczas której doznał lekkich uszkodzeń. 23 października uczestnicząc w jednym ze starć bitwy o Leyte, okręt został trafiony przez torpedy wystrzelone przez amerykański okręt podwodny USS „Dace”. Krążownik zatonął w ciągu 5 minut wraz z 336 członkami załogi. Rozbitkowie zostali wzięci na pokład m.in. pancernika „Musashi”, który został zatopiony następnego dnia, powodując śmierć kolejnych 143 członków załogi krążownika „Maya”.